# Petra Pau
Petra Pau (ur. 9 sierpnia 1963 w Berlinie) – niemiecka polityk, w latach 1998–2025 deputowana do Bundestagu, w latach 2006–2025 jego wiceprzewodnicząca.

## Życiorys
W latach 1969–1979 uczęszczała do technikum, po czym kształciła się w centralnym instytucie Pionierorganisation „Ernst Thälmann” w Droyßig (komunistycznej organizacji odwołującej się do radzieckich pionierów). Studiowała później w szkole partyjnej Parteihochschule „Karl Marx”, którą ukończyła w 1988 z dyplomem w zakresie nauk społecznych. Od 1983 do 1985 pracowała jako nauczycielka i wychowawczyni pionierów. W latach 1988–1990 pracowała w radzie głównej komunistycznej młodzieżówki FDJ, gdzie zajmowała się kwestiami dotyczącymi pionierów.
W 1983 wstąpiła do SED. W 1990 została członkinią Die Linkspartei.PDS, która przekształciła się później w Die Linkspartei.PDS. Pełniła obowiązki przewodniczącej ugrupowania w Berlinie (1992–2001), a w latach 2000–2002 była jego wiceprzewodniczącą na szczeblu federalny. W 2007 została członkinią powołanej m.in. na bazie jej partii Die Linke. Zasiadała w radzie dzielnicy Hellersdorf (1990–1995) oraz berlińskiej Izbie Deputowanych (1995–1998).
W 1998 wybrano ją do Bundestagu jednym z w okręgów jednomandatowych w Berlinie. W 2002 z powodzeniem ubiegała się o reelekcję (PDS wprowadziła wówczas łącznie dwóch posłów). Po raz kolejny uzyskała mandat w 2005. W latach 2000–2002 i 2005–2008 pełniła obowiązki wiceprzewodniczącej partyjnej frakcji. W 2009 utrzymała miejsce w niższej izbie parlamentu w okręgu Marzahn-Hellersdorf. Na następnie kadencje wybierana w 2013, 2017 i 2021.
W kwietniu 2006 została wybrana na wiceprzewodniczącą Bundestagu z nominacji swojego ugrupowania. Funkcję tę utrzymywała na kolejne kadencje po wyborach w 2009, 2013, 2017 i 2021. Zasiadła w kuratorium fundacji Stiftung Denkmal für die ermordeten Juden Europas (zarządzającej m.in. centrum informacyjnym przy Pomniku Pomordowanych Żydów Europy), była też członkinią rady fundacji muzeum poświęconego Holocaustowi (2002–2007).

## Życie prywatne
Zawarła związek małżeński z matematykiem Michaelem Wolffem.